# Gianna Forretti
Gianna Forretti (Milano, 16 agosto 1948) è una cantante italiana che è stata attiva negli anni sessanta.

## Biografia
Dopo aver studiato per cinque anni pianoforte e canto, viene scoperta giovanissima dal maestro Gentile mentre è in vacanza a Viconago: il maestro la sente cantare in un bar con gli amici, e la convoca per un'audizione a Milano, che avviene alla presenza del maestro Pino Calvi e si conclude con esito positivo.
Ottenuto quindi un contratto discografico con la Pathé, debutta con il 45 giri Non sparlare di me/Twist sotto l'albero, che la fa notare presso il pubblico giovanile, anche grazie alla canzone sul lato B, che è una cover dal repertorio di Brenda Lee.
Nel gennaio del 1964 pubblica il secondo 45 giri, che riscuote un buon successo; sempre nello stesso anno partecipa alla sesta edizione del Festival di Ancona con Se mi bocciano gli esami, la sua canzone di maggior successo, che viene pubblicata anche in America Latina, incisa in spagnolo.
Continua poi l'attività per un paio d'anni, per poi ritirarsi a vita privata a Colturano, il paese dove risiede.

## Discografia parziale

### Singoli
- 1963: Non sparlare di me/Twist sotto l'albero (Pathé, AQ 1257)
- 1964: Vai scrivendo con il gesso/Se mi bocciano agli esami (Pathé, AQ 1272)
- 1965: Un ragazzo come te/Metti la testa a posto (Pathé)

### Singoli pubblicati all'estero
- 1964: Si me bochan el examen/Vas escribiendo con la tiza (Odeon Pops, DTOA 3264; pubblicato in Argentina)